# Вулканешти
Вулканешти (гаг. Valkaneş, рум. Вулкэнешть, рус. Вулканешты) је трећи по величини град аутономног региона Гагаузија у Републици Молдавији. Према подацима из 2014. у граду је живело 17.000 становника.

## Историја
Први документ града датира из 1605. године. Име града, према старим легендама, долази од имена Волцан. У новембру 1940. године, совјетске снаге успоставиле су контролу над овим местом и дале му статус окружног центра. 1965. постаје градско насеље а од 1995. коначно добија статус града.

## Географија
Град је смештен на југу Молдавије у енклави аутономног региона Гагаузија. Удаљен је 6 km од украјинске границе, 20 km од румунске границе и 70 km од регионалног центра Гагаузије, Комрата.

## Демографија

### Становништво
| Година | Број становника |
| ------ | --------------- |
| 1989   | 18.200          |
| 2004   | 15.462          |
| 2010   | 12.252          |
| 2014   | 17.000          |

### Етничка структура
Према попису из 2004. године у граду је живело 15.462 становника, од тог броја 47,69% су жене а 51,31% су мушкарци. Етничка структура:
| Етничка група                               | Број становника | Проценат (%) |
| ------------------------------------------- | --------------- | ------------ |
| Гагаузи                                     | 10.862          | 70,25%       |
| Молдавци (декларисани) Румуни (декларисани) | 1.737 13        | 11,23% 0,08% |
| Руси                                        | 1.186           | 7,67%        |
| Украјинци                                   | 845             | 5,46%        |
| Бугари                                      | 639             | 4,14%        |
| Остали                                      | 180             | 1,17%        |
| Укупно                                      | 15.462          | 100%         |

## Медији
У граду постоји радио станица "Глас Бесарабије" (рум. Vocea Basarabiei) на фреквенцији 106,7 MHz.